# 핑궈위안역
핑궈위안역(중국어 간체자: 苹果园站, 정체자: 蘋果園站, 병음: Píngguǒyuán Zhàn)은 중화인민공화국 베이징시에 있는 베이징 지하철 1호선의 역이다. 역 번호는 103이다.

## 역 구조
2면 2선의 상대식 승강장이 있다.
| -      | ■ 1호선 | 당역 종착                       |
| (하행) | ■ 1호선 | 푸싱먼 · 젠궈먼 · 스후이둥 방면 |

## 역세권 정보
- 진딩춘(중국어 간체자: 金頂村)
- 핑궈위안샤오 구(중국어 간체자: 苹果園小区)

## 역사
- 1969년 10월 1일 - 개통
- 1977년 - 일반 시민에게 개방
- 1980년 - 외국인에게 개방

## 인접역
| 베이징 지하철 1호선 | 베이징 지하철 1호선   | 베이징 지하철 1호선 |
| ------------------- | --------------------- | ------------------- |
| 시·종착역           | ■ 베이징 지하철 1호선 | 구청 스후이둥 방면  |